# يواندا أوموتوسو
يواندا أوموتوسو (بالإنجليزية:Yewande Omotoso) (مواليد 1980) هي روائية ومعمارية ومصممة من جنوب إفريقيا، ولدت في بربادوس ونشأت في نيجيريا. هي ابنة الكاتب النيجيري كول أوموتوسو، وشقيقة المخرج السينمائي أكين أوموتوسو. تعيش حاليا في جوهانسبرغ. اكتسبت روايتها المنشورة اهتمامًا كبيرًا، بما في ذلك الفوز بجائزة جنوب إفريقيا الأدبية للمؤلف المنشور لأول مرة، حيث تم إدراجها في القائمة القصيرة لجائزة <i id="mwGQ">صنداي تايمز</i> في جنوب أفريقيا للأدب، وجوائز M-Net الأدبية لعام 2012،  وجائزة اتصالات 2013 جائزة الأدب، وكانت على القائمة الطويلة لجائزة المرأة في بيلي لعام 2017 عن الخيال.

## السنوات المبكرة والتعليم
ولدت يواندا أوموتوسو في بريدجتاون، بربادوس. وخلال عام واحد من ولادتها ذهبت مع والدتها البربادوسية ووالدها النيجيري وشقيقين أكبر سناً إلى نيجيريا. نشأت في إيل-إيف، ولاية أوسون، حتى عام 1992، عندما انتقلت العائلة إلى جنوب أفريقيا   بعد أن أخذ والدها منصبًا أكاديميًا في جامعة ويسترن كيب. لقد قالت، «بغض النظر عن عدد السنوات التي عشت فيها في جنوب إفريقيا، فأنا أعتبر نفسي منتجًا لثلاث دول: بربادوس ونيجيريا وجنوب إفريقيا. تشكل نيجيريا جزءًا قويًا جدًا من إحساسي بنفسي، بهويتي»، وفي مقابلة عام 2015، قالت:«الهوية معقدة. أحب أن أكون من نيجيريا، وأنا أحب الانتماء إلى هذه الهوية حتى لو كان انتمائي معقدًا، بسبب هوياتي المتعددة وتجربة حياة الهجرة.» 
درست الهندسة المعمارية في جامعة كيب تاون (UCT)، وبعد أن عملت لعدة سنوات كمهندسة معمارية حصل على درجة الماجستير في الكتابة الإبداعية من الجامعة نفسها. 

## مهنة الكتابة
نُشرت رواية أوموتسو الأولى، بوم بوي (Bom Boy)، عام 2011 من قِبل Modjaji Books في كيب تاون. فازت بجائزة جنوب أفريقيا للأدب لعام 2012 للمؤلف صاحب المنشور لأول مرة، وقد تم إدراجها في القائمة القصيرة لجائزة <i id="mwPQ">صنداي تايمز</i> في جنوب أفريقيا للأدب، وجوائز M-Net الأدبية لعام 2012.  كانت بوم بوي أيضًا حاصلة على المركز الثاني في جائزة اتصالات للأدب لعام 2013،  وبعد ذلك حصلت أوموتوسو على زمالة اتصالات لعام 2014 في جامعة إيست أنجليا 
كانت أوتسومو حائزة على زمالة نورمان مايلر عام 2013، وكانت حائزة على منحة مايلز مورلاند الدراسية في عام 2014.  
مثل بوم بوي ، روايتها الثانية بعنوان (المرأة المجاورة)، The Woman Next Door (Chatto and Windus ، 2016)  تم نقدها بشكل إيجابي أيضًا، مع إشارة بابليشرز ويكلي بأنها «حكاية ساحرة، مؤثرة، ومشرقة أحيانًا لاثنين من أطباء الأكتينولوجيين الشائكين: امرأتان، واحدة سوداء وأخرى بيضاء، الجيران الذين يكتشفون بعد 20 عامًا من تبادل الشجار والشتائم أنهم قد يساعدون بعضهم البعض. . . . تصور أوموتسو العلاقات العرقية المتغيرة منذ خمسينيات القرن العشرين، فضلاً عن تجربة المهاجرين من خلال التفاصيل الشخصية والرؤى النفسية الصغيرة في المشاعر المختلطة وعين الفنان. هيرس هو صوت جديد ومهذب في استحضار سلام المشي على kopje كقسوة ماضي جنوب إفريقيا.»  وصفت صحيفة " Irish Independent" الرواية بأنها «وصف دقيق يلاحظ تحامل الأنثى، الخلاص، والصداقة التي تكون غالبًا صعبة المنال». كانت مدرجة في القائمة الطويلة لجائزة بيلي للنساء عن الخيال في عام 2017،  وتم إدراجها في القائمة القصيرة لجائزة دبلن الأدبية لعام 2018.
ساهمت أوموتسو في القصص والشعر في العديد من المنشورات، من بينها Konch و Noir Nation ، الناطقة باسم الجيل: قصص معاصرة من إفريقيا ، وشعر المرأة الأفريقية المعاصرة ،  Kalahari Review ، The Moth Literary Journal ، One World Two and the جائزة كين 2012 مختارات الجائزة.
هي مشاركة متكررة في المهرجانات الأدبية بما في ذلك مهرجان آكي للفنون والكتاب،  ومهرجان إدنبرة الدولي للكتاب  ومهرجان أصوات العالم الأمريكي.
عُرفت أوموتسو في بعض الأوساط باستخدامها الخلاق للرموز التعبيرية مثل قناع juju .

## بيان بمؤلفات الكتب
- بوم بوي (Bom Boy)، كتب مدجي، 2011. ISBN   978-1-920397-35-7 [24]
- المرأة المجاورة The Woman Next Door ، Chatto and Windus)، 2016).[25]

## وصلات خارجية
- Tiah Beautement, "‘In My Storytelling I Privilege The Micro.’ An Interview With Yewande Omotoso", Short Story Day Africa, 1 June 2016.
- Yewande Omotoso, "A Serious Kind of Love", Dangerous Women Project, 20 December 2016.
- "Author Interview | Yewande Omotoso", Bookish, 30 January 2017.
- Interview with Omotoso, BBC, 19 July 2016.